# 石川清兼
石川清兼（日语：いしかわ きよかね，?—1578年5月17日（天正6年4月11日）），战国时代武将。源自三河国碧海郡小川（愛知县安城市）的石川氏一族，在西三河拓展势力的松平氏的家臣。石川忠辅之子。当时签发的文件上署名是忠成。官位安艺守。妻子是水野忠政的女儿，出家后法名妙春尼。有子康正（康政），一政和家成。石川数正是康正之子，也就是清兼之孙。

## 生平
最初仕于松平清康，清康去世后成为松平广忠的近侍。天文11年（1542年）德川家康出生之际担任「蟇目之役」（射箭以驱邪的仪式）。天文18年（1549年）的写给天野孙七郎的知行书，天文24年（1555年）的木工职位继承的安堵状，弘治3年（1557年）写给净妙寺的道场安堵书等文件中可以看出，当时是松平家重臣，被认为全面负责西三河的政务。另外根据「冈崎领主古记」清兼（忠成）是天文年间的「五奉行」之一。
天文18年（1549年）为了支持名为「あい松」的人物继任三河本证寺（野寺本证寺）的住持，门徒们曾经写过联名信，清兼的名字署在前几位，可以推测清兼当时是一向宗门徒中的头面人物。另外包含清兼在内署名的115人中有33个姓石川或石河的人，所以清兼应该也是西三河石川氏家长一般的人物。
现存弘治3年（1557年）的安堵书是明确提到清兼的最后一份文件，从此以后就没有确定的消息了。考虑到三男石川家成的出生年份（天文3年（1534年）），应该是永禄5年（1562年）三河一向一揆之时让出了家督的位置。推定天正6年（1578年）4月11日去世。